# Kabylische Sprache
Kabylisch (Eigenbezeichnung ⵜⴰⵇⴱⴰⵢⵍⵉⵜ Taqbaylit in Tifinagh-Schrift) ist eine vor allem im Norden Algeriens gesprochene Berbersprache.

## Verbreitung

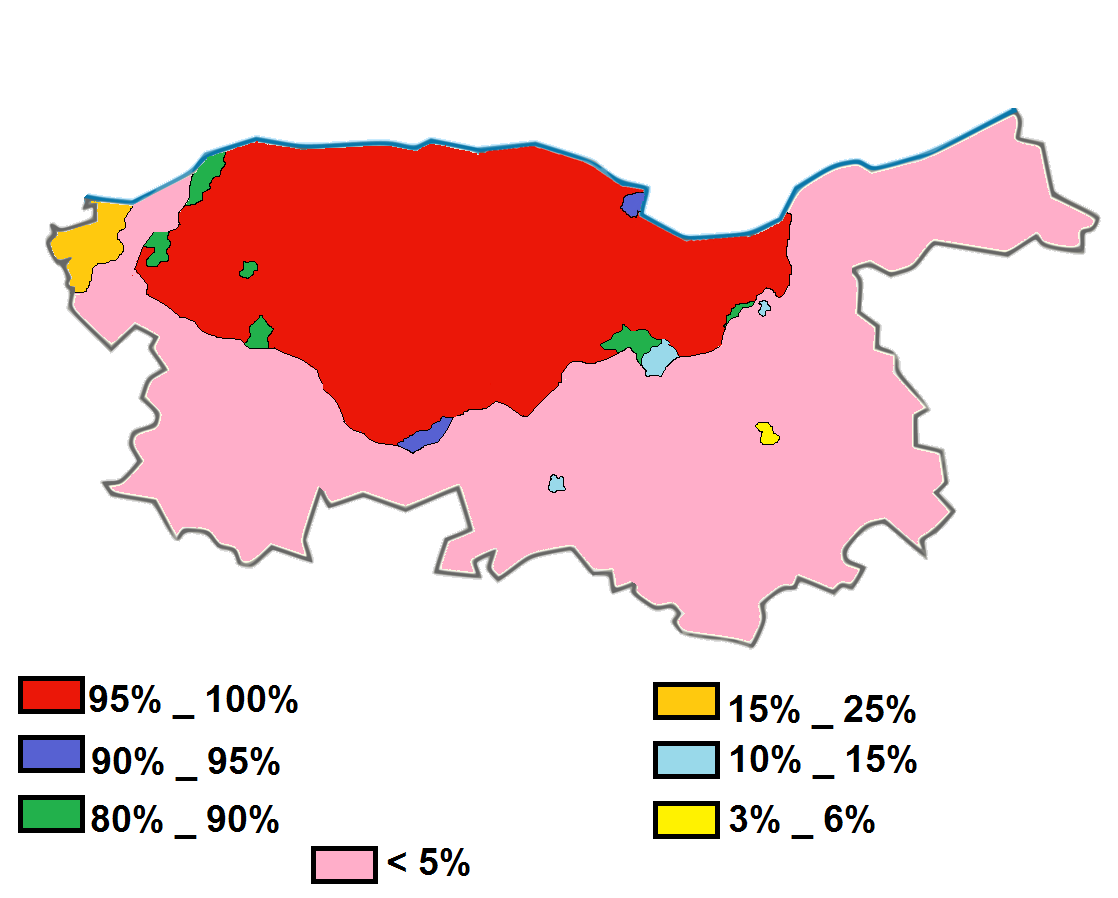
Anteil der Sprecher in der Kabylei

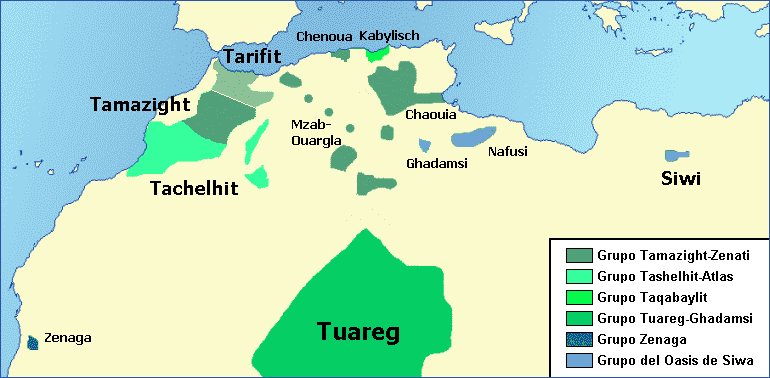
Kabylisch im Bezug zu den restlichen Berbersprachen

Berbersprachen in Nordostalgerien

Die Schätzungen der Zahl der Sprecher des Kabylischen in Algerien variieren zwischen 2,5 und 6 Millionen, hinzu kommen Sprecher in der algerischen Diaspora in Europa. Die Sprecher des Kabylischen sind in aller Regel mit Arabisch und Französisch dreisprachig. Kabylisch wird in Algerien mittlerweile auch als gesprochene Behördensprache benutzt.
Das zweite nationale Programm von Radio Algerien wird auf Kabylisch gesendet. Der Sänger Mohamed Ben Hanafi (Mohamed Aït Tahar, 1927–2012) erwarb durch seine Sendungen und eigene von ihm verfasste Texte große Verdienste um den Erhalt und die Wiederbelebung der mündlichen Tradition.
Seit Ende des 20. Jahrhunderts entwickelt sich eine eigenständige Literatur. Traditionelles Zentrum der Sprache ist Tizi Ouzou und Bejaia.

## Schrift
Früher wurde die arabische Schrift benutzt, heute ist die lateinische Schrift verbreiteter. In den 1970er-Jahren gab es Versuche, die Tifinagh-Schrift des Tamascheq, der Sprache der Tuareg, zu etablieren.